# 热力学循环
热力学循环（英語：thermodynamical cycle）是一系列传递热量并做功的热力学过程组成的集合，通过压强、温度等状态变量的变化，最终使热力学系统回到初始状态。状态量只依赖于热力学状态，沿热力学循环路径对此类物理量的路径积分结果为零；而像热量和功这样的过程量与循环过程有关，路径积分不为零。热力学第一定律指出在一个循环中输入的净热量总等于输出的净功。过程可重复的特性使得系统能够被连续操作，从而热力学循环是热力学中一个很重要的概念。在实际应用中，热力学循环经常被看作是一个准静态过程并被当作实际热机和热泵的工作模型。

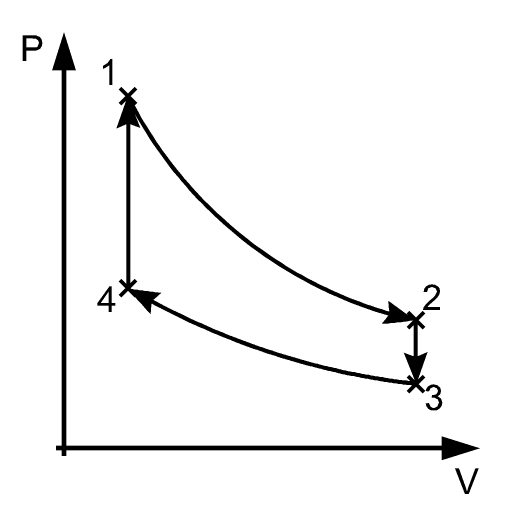
一个热力学循环（斯特灵循环）的P－V图

在P－V图上热力学循环可表示为一个闭合曲线，P－V图的Y轴表示压强，X轴表示体积，则闭合曲线所包围的面积等于过程所做的功{\displaystyle W\,}：
{\displaystyle {\text{(1)}}\qquad W=\oint P\ dV}.
这个功在数值上等于传入系统的热量{\displaystyle Q\,}：
{\displaystyle {\text{(2)}}\qquad W=Q=Q_{in}-Q_{out}}.
方程（2）的表达式显示热力学循环类似于一个等温过程，不过在循环过程中系统的内能是变化的，只是当每一次循环结束时系统内能会回到初始值。
如果循环过程在P－V图上是沿顺时针方向进行的，这个循环代表着一个热机，此时的输出功是正值；如果是沿逆时针方向进行的，则它代表这一个热泵，此时的输出功是负值。

## 概述
两种主要的热力学循环类型是热机循环和热泵循环。热机循环将输入的部分热量转化为输出的机械功，而热泵循环通过输入的机械功将热量从低温传向高温。完全由准静态过程组成的循环能够通过控制过程的流向来作为热机或热泵循环使用。在P-V图或温熵图上，顺时针和逆时针方向分别代表着热机和热泵循环。

### 热机循环

热机图

热机循环是热机工作的基本原理，这种循环方式为当前世界上大部分的发电站提供能量来源，也为几乎所有的机动车提供动力。热机循环按照它们所采用的热机模型可进一步分类，内燃机中最常见的热机循环是奥托循环（常称做四冲程循环），柴油机中最常见的是迪塞尔循环。外燃机中使用的循环方式还包括采用燃气轮机方式工作的布雷顿循环，以及采用汽轮机方式工作的兰金循环。

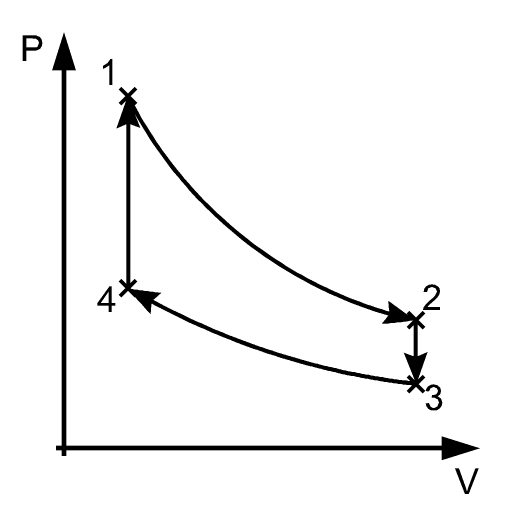
箭头指向顺时针方向的热力学循环表示这是一个热机循环。循环由四个热力学态（四个打叉的点）和四个热力学过程（四条线段）构成。

这里在P－V图上举例说明如何计算一个由四个热力学过程构成的热机循环所做的机械功：
{\displaystyle {\text{(3)}}\qquad W=W_{1\to 2}+W_{2\to 3}+W_{3\to 4}+W_{4\to 1}}
{\displaystyle W_{1\to 2}=\int _{V_{1}}^{V_{2}}P\,dV,\,\,} 系统做正功
{\displaystyle W_{2\to 3}=\int _{V_{2}}^{V_{3}}P\,dV,\,\,} 当{\displaystyle V_{2}=V_{3}\,}时系统不做功
{\displaystyle W_{3\to 4}=\int _{V_{3}}^{V_{4}}P\,dV,\,\,} 系统做负功
{\displaystyle W_{4\to 1}=\int _{V_{4}}^{V_{1}}P\,dV,\,\,} 当{\displaystyle V_{4}=V_{1}\,}时系统不做功
在过程4->1以及2->3中，如果体积没有变化，则方程（3）简化为
{\displaystyle {\text{(4)}}\qquad W=W_{1\to 2}+W_{3\to 4}}

### 热泵循环和制冷循环
热泵循环和制冷循环是热泵和冰箱的理论模型。两者的差别在于热泵的用途是保持一块区域的温度而冰箱则是使之降温。最常见的制冷循环是采用制冷剂的相变进行的蒸气压缩循环。吸收制冷循环是另一种循环方式，它不将制冷剂气化，而是将其吸收。气体制冷循环包括逆向布雷顿循环和林德－汉普逊循环。

## 热力学循环的类型
理论上一个热力学循环由三个或多个热力学过程组成（通常为四个），这些过程可以为：
- 等温过程 （温度恒定，即使伴随有吸热或放热过程）
- 等压过程 （压强恒定）
- 等容过程 （体积恒定）
- 绝热过程 （系统与外界无热交换）
  - 等熵过程（可逆绝热过程） （系统与外界无热交换，同时熵保持恒定）
- 等焓过程 （焓保持恒定）

典型的热力学循环包括
| 循环/过程                                    | 压缩         | 吸热         | 膨胀         | 放热 |
| -------------------------------------------- | ------------ | ------------ | ------------ | ---- |
| 外燃机或热泵经常使用的循环方式               |              |              |              |      |
| 埃里克森循环（第一类,1833年提出） 布雷顿循环 | 绝热         | 等压         | 绝热         | 等压 |
| 贝尔·科曼循环 （逆向布雷顿循环）             | 绝热         | 等压         | 绝热         | 等压 |
| 卡诺循环                                     | 等熵（絕熱） | 等温         | 等熵（絕熱） | 等温 |
| 朗肯循环（蒸汽机）                           | 绝热         | 等壓（汽化） | 绝热         | 等壓 |
| 斯特灵循环                                   | 等温         | 等容         | 等温         | 等容 |
| 埃里克森循环（第二类,1853年提出）            | 等温         | 等压         | 等温         | 等压 |
| 斯托达德循环                                 | 绝热         | 等容         | 绝热         | 等容 |
| 内燃机经常使用的循环方式                     |              |              |              |      |
| 奥托循环                                     | 绝热         | 等容         | 绝热         | 等容 |
| 迪塞尔循环                                   | 绝热         | 等压         | 绝热         | 等容 |
| 布雷顿循环（喷气式）                         | 绝热         | 等压         | 绝热         | 等压 |
| 勒努瓦循环（脉冲喷气式）                     | 等压         | 等容         | 绝热         | 等压 |

### 卡诺循环
卡诺循环由完全可逆的等熵压缩和膨胀过程，以及伴随有吸热和放热的等温过程组成。卡诺循环的热机效率只依赖于发生热传递的两个热库的热力学温度，对于一个循环周期，卡诺热机的效率为
{\displaystyle \eta =1-{\frac {T_{L}}{T_{H}}}}
其中{\displaystyle {T_{L}}}是循环过程中的最低温度（低温热库的温度），{\displaystyle {T_{H}}}是最高温度（高温热库的温度）。对于卡诺制冷循环，热泵的性能系数为
{\displaystyle \ COP=1+{\frac {T_{L}}{T_{H}-T_{L}}}}
对于一个制冷机，性能系数为
{\displaystyle \ COP={\frac {T_{L}}{T_{H}-T_{L}}}}
热力学第二定律指出，任何热力学循环设备的效率和性能系数都不可能高于卡诺循环的效率。

### 理想循环

一个理想热机的循环示意图（箭头指向顺时针方向）

一个理想热机的循环由下面过程组成：
1. 循环路径的上边和下边：平行的等压过程
2. 循环路径的左边和右边：平行的等容过程

### 奥托循环
一个奥托循环由下面过程组成：
1. 循环路径的上边和下边：一对准平行的绝热过程
2. 循环路径的左边和右边：一对平行的等容过程

### 斯特灵循环
斯特灵循环和奥托循环相似，但绝热过程被替换为等温过程：
1. 循环路径的上边和下边：一对准平行的等温过程
2. 循环路径的左边和右边：一对平行的等容过程

## 状态函数和熵
如果{\displaystyle Z\,}是一个热力学的状态函数，则{\displaystyle Z\,}经过一个热力学循环后保持不变：
{\displaystyle \oint dZ=0}.
熵作为一个状态函数，定义为
{\displaystyle S={Q \over T}}
从而有
{\displaystyle \Delta S={\Delta Q \over T}},
可见对于任意循环过程都有
{\displaystyle \oint dS=\oint {dQ \over T}=0}
意味着经过一个循环系统的熵增为零。